# 理查德·埃克斯利
理查德·埃克斯利（英語：Richard Eckersley，1989年3月12日—），是英格兰职业足球运动员，能够司职左右边后卫，出身曼联青訓系統。他的哥哥是曾效力曼聯的亚当·埃克斯利。

## 生平
2009年1月24日，埃克斯利在对阵托特纳姆热刺的英格兰足总杯中首次代表曼联出场正式比赛，替换了同样是第一次出赛的法比奥，三天后他又在对西布罗姆维奇的比赛中获得了第一次联赛出场的机会。
2009年7月15日埃克斯利拒絕曼聯提供的新合約，轉投新升英超的般尼，雖然無約在身，由於未滿24歲，般尼仍需支付補償金，金額有待兩會商討。最終曼聯收取50萬英鎊及附加分紅，在解決轉會費問題後，僅為般尼在盃賽上陣3場的埃克斯利獲外借到英冠護級球會普利茅夫1個月汲取上陣經驗，在4場正選上陣後，於4月1日獲延長借用至球季結束，期間合共上陣7場。
2010年11月12日埃克斯利再被外借到英乙球會巴拉福特直到翌年1月3日，期間上陣6場並獲延長借用至2月6日，於上陣12場後借用期滿返回般尼。2011年3月14日他再被外借到另一支英乙球隊貝利直到球季結束。於上陣3場後，在4月15日被般尼提前召回，再借用到美職聯球會多倫多FC直到2012年1月，他與前普利茅夫領隊保羅·馬連拿異地重逢，兩人曾在普利茅夫共事，而保羅·馬連拿現時在多倫多FC擔任球員發展總監，期間上陣23場。
2012年1月26日埃克斯利與般尼提前解除尚餘18個月的合期，加盟兩年多僅在盃賽上陣4場。

## 榮譽
曼聯
- 英格蘭聯賽盃（1）：2009年；

## 外部連結
- 足球数据库：理查德·埃克斯利的球员统计数据
- 般尼官網簡歷